# VIII Concilio de Toledo
El VIII Concilio de Toledo fue un sínodo celebrado en esa ciudad. Comenzó sus trabajos el 16 de diciembre del 653 en la Iglesia de los Santos Apóstoles, con asistencia del rey, cincuenta y dos obispos en persona, diez representados, diez abades, el arcipreste y el primicerio de la catedral. También asistieron personalidades seculares con voz y voto por primera vez, concretamente dieciséis condes palatinos. Entre los asistentes figuraba el obispo de Calahorra, Gavinio, que ya había asistido al IV Concilio.
El rey dirigió un escrito al Tomo Regio, en el cual exponía los temas que habían de tratar los obispos en concilio, en el que  solicitó que se redujeran las penas impuestas a los traidores, suprimiéndose el juramento efectuado por los nobles y obispos en tiempos de Chindasvinto, en caso de infligir tales penas. La ley de Chindasvinto del 653 establecía que todos aquellos que hubieran recurrido a un poder extranjero o que hubieran intentado hacerlo para incitar a este poder contra los godos, serían condenados a muerte.
Los obispos consideraban que los términos de la ley no autorizaban al rey a tener piedad de los rebeldes, aunque algunos de ellos, como Fructuoso de Braga, aconsejaban la mayor misericordia. El debate fue tenso. El juramento efectuado el 653 prohibía a los obispos perdonar a los traidores. La ley había sido pensada para evitar que un rebelde triunfante pudiera amnistiar a los suyos y a sí mismo. Pero ahora el mismo rey legítimo, vencedor de los culpables, pedía su perdón. Finalmente, se llegó a un acuerdo de consenso: el juramento quedaba suprimido en cuanto a la pena de muerte o mutilaciones físicas pero seguía siendo válido para el resto de la ley. Por tanto, aquellos que habían perdido sus propiedades, confiscadas por el Tesoro, no las recobrarían, y los desterrados no podrían regresar. Los que hubieran recibido propiedades que antes pertenecieron a rebeldes vieron confirmados sus derechos.
El concilio decidió también redactar un código legal y que solo los bienes que Chindasvinto hubiera poseído antes de su acceso al trono debían conservarse como propiedad de su hijo Recesvinto o de sus hermanos, con facultad de libre disposición.
Recesvinto no tardó en contestar, reconociendo la codicia de los reyes anteriores y el expolio del pueblo en beneficio de la monarquía, aunque no reconoció expresamente los cargos hechos contra su padre. Declaró propiedad de la corona, no del rey, todas aquellas propiedades confiscadas desde los tiempos de Suintila, así como las que los sucesivos reyes adquirieran en el futuro, pero con una limitación trascendental: quedaban excluidos de la propiedad de la corona aquellos bienes que, aun no siendo legalmente propiedad de los reyes, habían sido legados por estos en testamento y, por tanto, habían pasado a sus descendientes o amigos, quienes, a su vez, podrían haber dispuesto de ellos. En cuanto a los bienes adquiridos por Chindasvinto se reservó una total libertad, si bien confirmó que los bienes que poseía su padre antes de su acceso al trono eran propiedad personal, así como que los bienes heredados por Chindasvinto y por cualquier rey durante el desempeño del cargo eran bienes privativos: ya lo habían establecido así los concilios V y VI.
La ley de Recesvinto no satisfacía las peticiones de los obispos, pero hubieron de acceder a confirmarla. Respecto a la parte final de la ley, los obispos añadieron que no podría ser rey quien llegara al trono por medio de la conspiración de unos pocos o de un levantamiento sedicioso de la «plebe rústica». El acceso al trono debía efectuarse en Toledo o, en su defecto, en el lugar donde hubiera muerto el rey anterior. La elección debería ser hecha por los obispos y los maiores palatii. El rey debería ser un defensor de la fe católica frente a herejes y judíos.
El V Concilio de Toledo había establecido la pena de excomunión a todo el que hablase mal del rey. Ahora el VIII Concilio, a propuesta de Recesvinto, dispuso que todo noble, eclesiástico o laico, culpable de insultos verbales al rey, perdería la mitad de sus bienes y, además, sufriría el castigo que el rey estimase conveniente.
Con relación a los sínodos, se decidió que sus resoluciones obligaban a todos los clérigos. Quien las ignorase, criticase o no las defendiese perdería su rango y no podría comulgar. Se atacó duramente a la simonía para el acceso al obispado, que no había podido ser extinguida y que, al contrario, había proliferado: el que comprara un cargo sería anatematizado, excomulgado y condenado a penitencia perpetua en un monasterio; el que aceptase el pago sería secularizado, si era clérigo, o anatematizado, si era laico.